# Eero Lehtonen

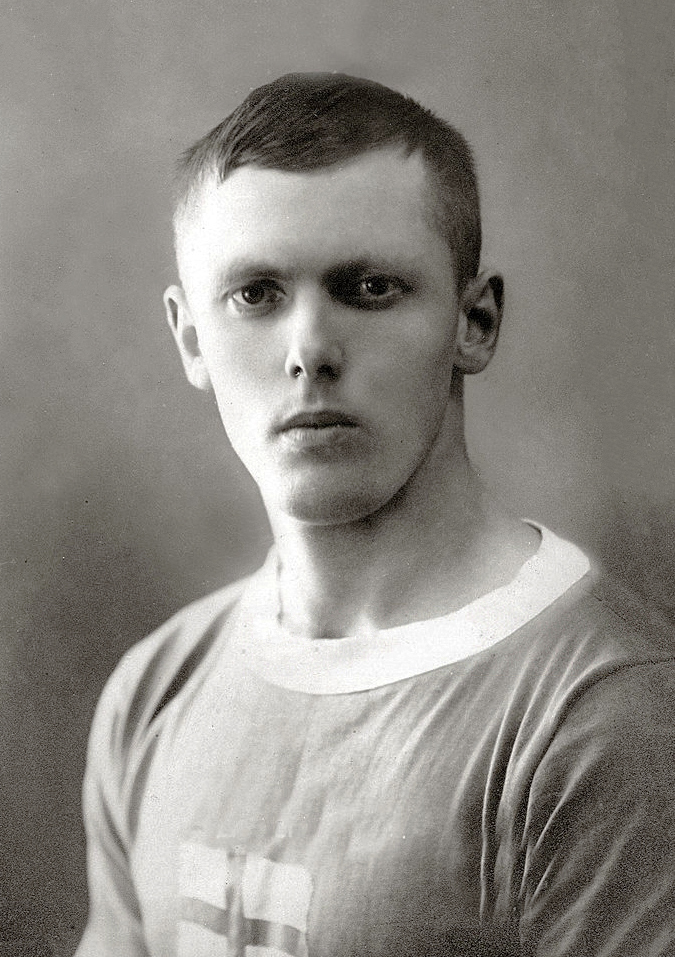
Eero Lehtonen

Eero Reino Lehtonen (* 21. April 1898 in Mikkeli; † 9. November 1959 in Helsinki) war ein finnischer Leichtathlet.
Bei den Olympischen Spielen 1920 in Antwerpen wurde Lehtonen Siebzehnter im Weitsprung mit 6,28 m. Im Zehnkampf gab er auf. Im Fünfkampf wurden die Punkte nach Platzierung in den einzelnen Disziplinen vergeben. Lehtonen gewann mit 14 Punkten und zehn Punkten Vorsprung auf den zweitplatzierten US-Amerikaner Everett Bradley.
Vier Jahre später bei den Olympischen Spielen 1924 in Paris gewann Lehtonen mit 14 Punkten vor dem Ungarn Elemér Somfay mit 16 Punkten und dem US-Amerikaner Robert LeGendre mit 18 Punkten. Der Wettbewerb ging in die Geschichte ein, weil Robert LeGendre in der ersten Disziplin mit 7,765 m einen Weltrekord im Weitsprung aufstellte. Für den Wettbewerb im Weitsprung war LeGendre allerdings nicht gemeldet. Lehtonen wurde 1924 auch in der finnischen 4-mal-400-Meter-Staffel eingesetzt, die allerdings im Vorlauf ausschied.
1984 wurde im Sportpark von Lehtonens Geburtsstadt Mikkeli eine Bronzestatue zu Ehren des zweifachen Olympiasiegers aufgestellt.

## Quelle
- Ekkehard zur Megede: The Modern Olympic Century 1896–1996 Track and Fields Athletics, Berlin 1999, publiziert über Deutsche Gesellschaft für Leichtathletik-Dokumentation e. V.